# AMD Opteron (K8)
Die AMD Opteron-Serie auf Basis der AMD-K8-Architektur ist eine Familie von 64-Bit-Mikroprozessoren für Server und Workstations. Sie war die Serie, mit der AMD zum ersten Mal große Erfolge im Servermarkt verbuchen konnte, was unter anderem an der eingeführten AMD64-Erweiterung lag. Abgelöst wurde sie von den AMD-K9 basierten Opteron-Prozessoren.

## Technisches
Die neuen Opteron-Prozessoren waren anders als die Konkurrenzprodukte Intels, der Intel Itanium (in IA-64-Architektur), weiterhin uneingeschränkt dazu fähig, neben 64-Bit-Programmen auch 32-Bit-x86-Programme ohne bremsende Emulationsschicht in Hardware auszuführen, da die AMD64-Architektur lediglich einen 64-Bit-Aufsatz auf einen x86-Prozessor darstellt. Alte Software kann dadurch weiter benutzt werden, innerhalb gewisser Grenzen sogar gemischt mit 64-Bit-Software.
Neben der 64-Bit-Fähigkeit bot die erste Opteron-Generation als weitere Neuerung noch einen integrierten Dual-Channel-Speichercontroller, der bei fast allen Modellen die Verwendung von „Registered DDR-SDRAM“ voraussetzt. ECC-Speicher wird, was für einen Server-Prozessor fast selbstverständlich ist, ebenfalls unterstützt.
Anders als sein Desktop-Gegenstück Athlon 64 wurde der Opteron-Prozessor lange Zeit ausschließlich in dem Sockel 940 ausgeliefert. Die gegenüber dem Sockel 754 zusätzlichen 186 Kontakte werden unter anderem für einen zweiten Speicherkanal und zusätzliche HyperTransport-Schnittstellen benötigt, mit denen der integrierte Speichercontroller für DDR-SDRAM mit den Speichercontrollern der anderen im Multiprozessorsystem evtl. vorhandenen Prozessoren kommunizieren kann, um auf deren Speicher zuzugreifen. Anders als bei vielen anderen Multiprozessor-Lösungen gibt es beim Opteron keinen gemeinsamen Speicher mehr, auf den alle Prozessoren zugreifen, sondern jeder Chip hat einen eigenen Speicherbereich, über dessen Zugriff durch andere Prozessoren er bestimmen kann (siehe auch: NUMA). Theoretisch wird dadurch der Northbridge-Chip der Hauptplatinen überflüssig, da seine einzig verbliebene Aufgabe die Anbindung einer AGP-Grafikkarte wäre, die man in reinen Server-Systemen jedoch eher selten findet.

## Produktgeschichte

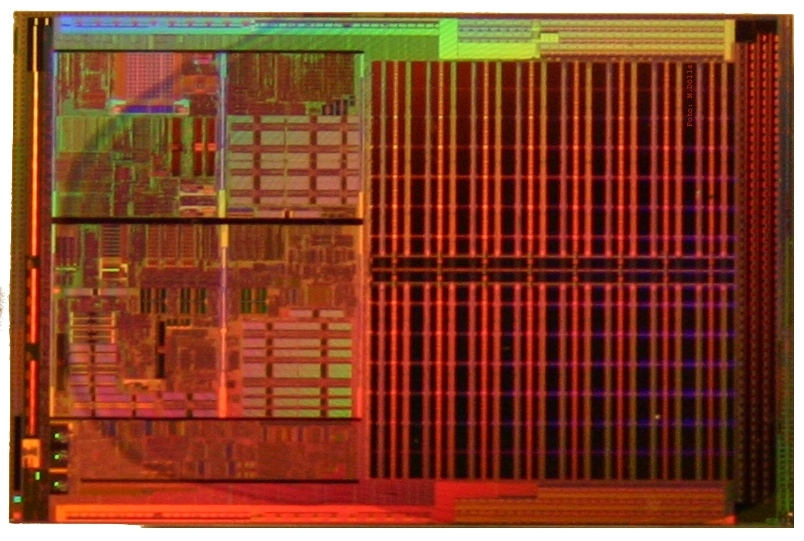
Der Silizium-Chip (Die) eines Opteron 8xx

### Sledgehammer

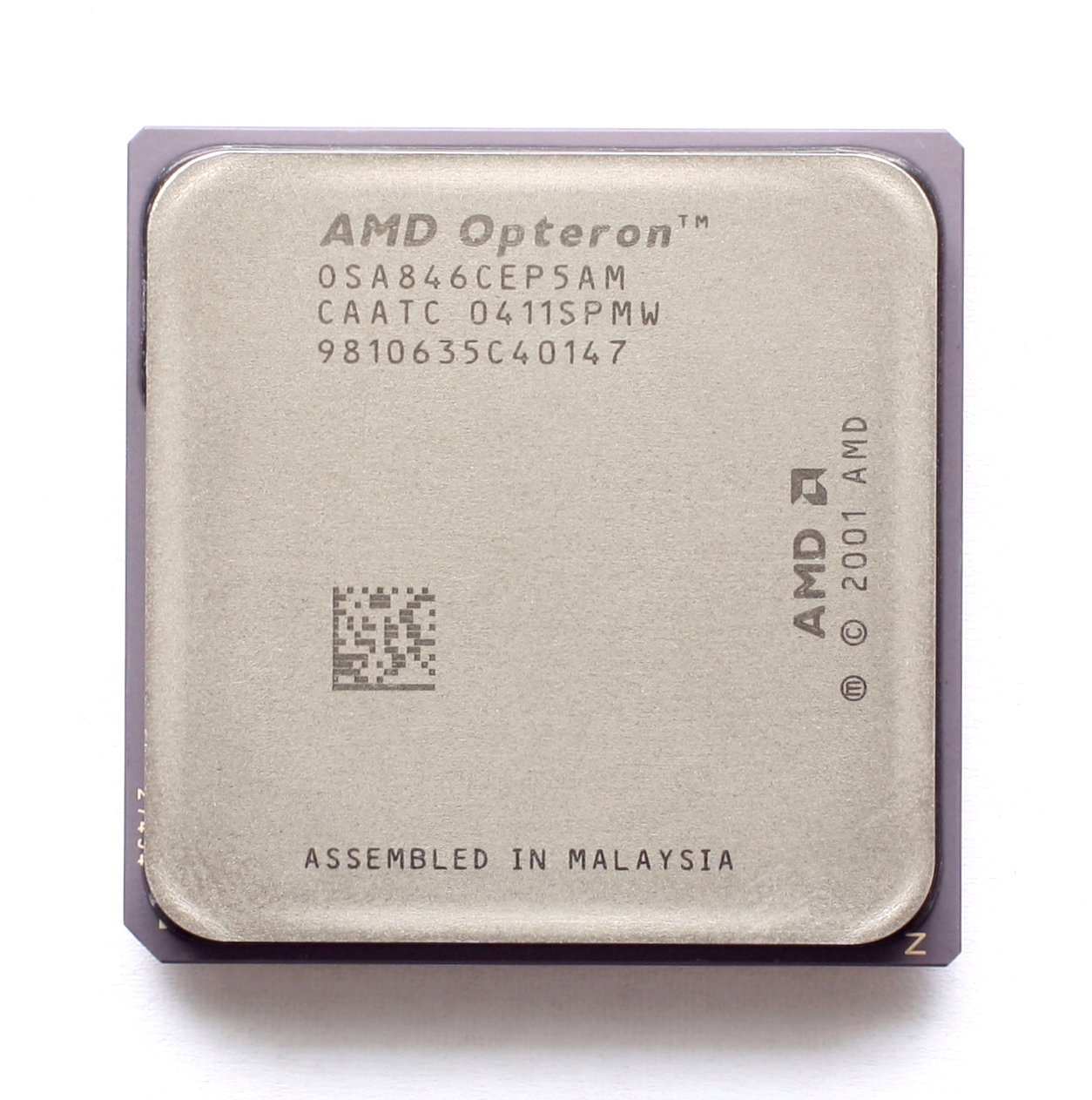
Opteron 846

Als erster Opteron wurde am 21. April 2003 der unter dem Codenamen Sledgehammer entwickelte Mikroprozessor vorgestellt. Mit diesen Prozessoren schaffte AMD erstmals Beachtung und konnte Erfolg im sehr profitablen Server-Segment erzielen. Der 32-Bit-Vorgänger AMD Athlon MP konnte dort niemals große Erfolge verbuchen. Sledgehammer war für Systeme mit einem, zwei oder acht Prozessoren geeignet (1xx-, 2xx- und 8xx-Serie).
Am 17. Februar 2004 stellte AMD noch zwei speziell auf niedrigen Stromverbrauch optimierte Typen vor: den Opteron EE und den Opteron HE. Der EE verbrauchte nur maximal 30 Watt und der HE nur maximal 55 W, statt maximal 89 W bei den Standard-Opterons. Diese Versionen kosteten wegen der besonderen Selektion erheblich mehr und fanden besonders in Bladeservern und HPC-Clustern Verwendung.

### Troy & Athens
Am 14. Februar 2005 stellte AMD mit den Kernen Troy (2xx-Serie) und Athens (8xx-Serie) eine neue Generation der Opteron-Prozessoren im E-Stepping (90 nm-Fertigung) vor, die die alten Modelle (130 nm Fertigung) ersetzten. Außerdem wurden noch die x52-Opterons mit 2.600 MHz Takt vorgestellt. Das E-Stepping bringt weitere Verbesserungen am Speichercontroller, geringeren Stromverbrauch, Erhöhung der Taktrate der HyperTransport-Links auf 1.000 MHz und fügt einige zusätzliche Befehlssätze wie z. B. SSE3 hinzu. Zusätzlich wird mit der Stromspartechnik Optimized Power Management (OPM) auch das bereits beim Athlon 64 bekannte Cool’n’Quiet beim Opteron eingeführt, allerdings leicht modifiziert, damit es auch mit Registered-Speicher funktioniert.

### Venus

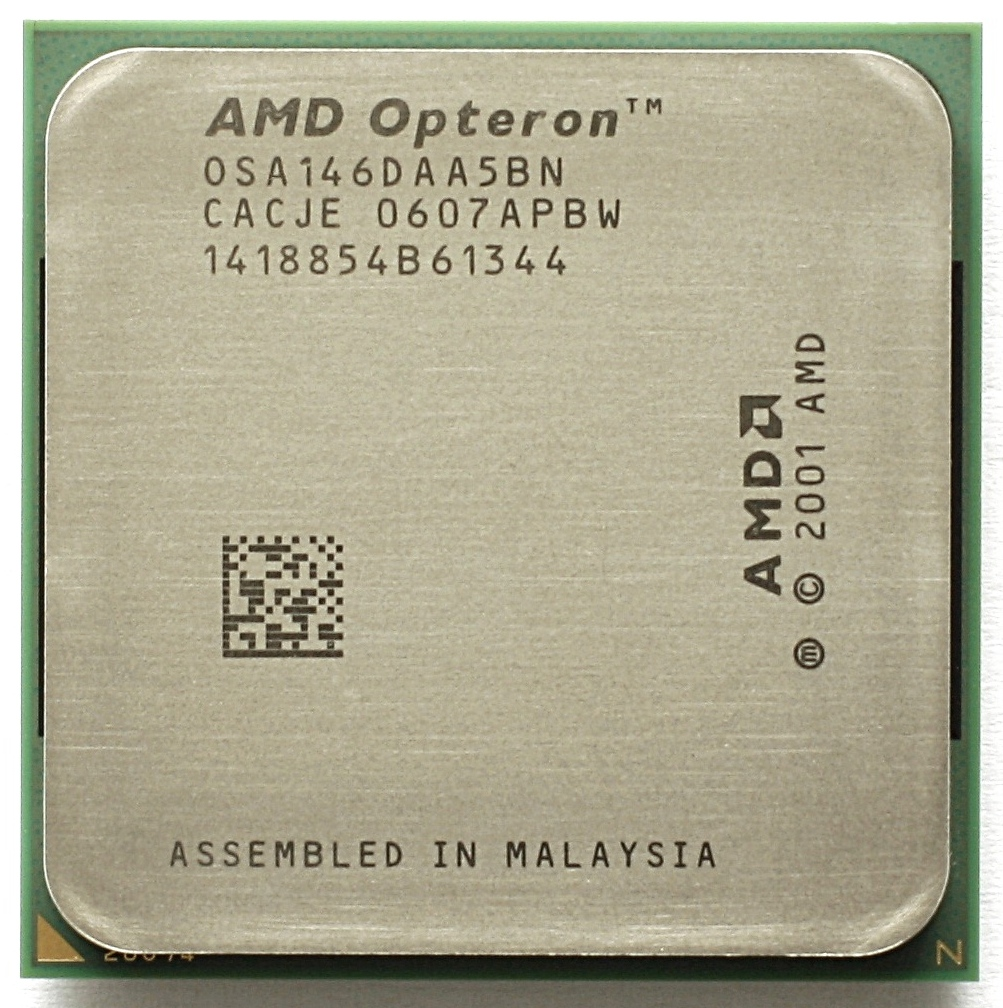
Opteron 146, Sockel 939

Parallel mit den Doppelkernprozessoren für den Sockel 939 der K9-Generation führte AMD am 2. August 2005 den Kern Venus für den Sockel 939 ein, um im Gegensatz zu den Versionen für Sockel 940 mit dem Kern Sledgehammer günstigere Einprozessor-Systeme anbieten zu können.

## Modellnummern
Die Opteron der K8-Generation verwenden eine Modellnummerierung bestehend aus einer dreistelligen Zahl:
- Die erste Ziffer steht dafür, mit wie vielen weiteren Prozessoren der Prozessor auf der Hauptplatine eingesetzt werden kann (Skalierbarkeit: 1, 2 oder bis 8)
- Die beiden letzten Ziffern codieren den Takt des Prozessors. Generell deutet eine größere Zahl hier eine höhere Geschwindigkeit an. Diese Generation von Opteron-Prozessoren besitzt die Modellnummern x40 (1.400 MHz), x42 (1.600 MHz) bis x56 (3.000 MHz).

 Beispiele 
- Opteron 240: Einkernprozessor für Systeme mit zwei Prozessoren, 1. Generation, 1.400 MHz Taktfrequenz
- Opteron 844: Einkernprozessor für Systeme mit vier bis acht Prozessoren, 1. Generation, 1.800 MHz Taktfrequenz

## Modelldaten Sockel940
Alle Prozessoren für den Sockel 940 besitzen einen Speichercontroller mit zwei Kanälen (144 Bit, Dual-Channel-Betrieb) für Registered DDR-SDRAM.

### Sledgehammer
- Revision B3, C0, CG
- L1-Cache: 64 + 64 KiB (Daten + Instruktionen)
- L2-Cache: 1.024 KiB mit Prozessortakt
- MMX, Extended 3DNow!, SSE, SSE2, AMD64, SMP
- Sockel 940, HyperTransport mit 800 MHz (HT1600)
- Fertigungstechnik: 130 nm (SOI)
- Die-Größe: 193 mm² bei 105,9 Millionen Transistoren
- Taktraten: 1.400–2.400 MHz
- Modelle: Opteron 140/240/840 bis 150/250/850

### Venus (1xx)
- Revision D4, E4
- L1-Cache: 64 + 64 KiB (Daten + Instruktionen)
- L2-Cache: 1.024 KiB mit Prozessortakt
- MMX, Extended 3DNow!, SSE, SSE2, SSE3 (ab Revision E4), AMD64, OPM, NX-Bit
- Sockel 940, HyperTransport mit 1000 MHz (HT2000), Revision D4 mit 800 MHz (HT1600)
- Die-Größe: 115 mm² bei 114 Millionen Transistoren
- Fertigungstechnik: 90 nm (SOI)
- Taktraten: 2.000–2.800 MHz
- Modelle: Opteron 146 bis 154

### Troy (2xx) / Athens (8xx)
- Revision D4, E4
- L1-Cache: 64 + 64 KiB (Daten + Instruktionen)
- L2-Cache: 1.024 KiB mit Prozessortakt
- MMX, Extended 3DNow!, SSE, SSE2, SSE3 (ab Revision E4), AMD64, OPM, NX-Bit, SMP
- Sockel 940, HyperTransport mit 1.000 MHz (HT2000), Revision D4 mit 800 MHz (HT1600)
- Fertigungstechnik: 90 nm (SOI)
- Die-Größe: 115 mm² bei 114 Millionen Transistoren
- Taktraten: 1.600–3.000 MHz
- Modelle: Opteron 242/842 bis 256/856

## Modelldaten Sockel 939
Alle Prozessoren für den Sockel 939 besitzen einen Speichercontroller mit zwei Kanälen (144 Bit, Dual-Channel-Betrieb) für DDR-SDRAM.

### Venus
- Revision E4, E6
- L1-Cache: 64 + 64 KiB (Daten + Instruktionen)
- L2-Cache: 1.024 KiB mit Prozessortakt
- MMX, Extended 3DNow!, SSE, SSE2, SSE3, AMD64, OPM, NX-Bit
- Sockel 939, HyperTransport mit 1.000 MHz (HT2000)
- Fertigungstechnik: 90 nm (SOI)
- Die-Größe E4: 115 mm² bei 114 Millionen Transistoren
- Die-Größe E6: 199 mm² bei 233,2 Millionen Transistoren (Doppelkernprozessor mit nur einem aktiven Kern)
- Taktraten: 1.800–3.000 MHz
- Modelle: Opteron 144 bis 156